# Szkandha
Az öt szkandha (szanszkrit: Skandha, páli: khandha, jelentése magyarul: "összesség", "halom", "tömeg", "lét-csoport") a buddhista tudomány szerint a létesülés öt alapvető csoportosulását (aggregátumát) jelentik. A szkandhák a feltételüktől függően keletkeznek és múlnak el. Az öt szkandha; a forma, az érzékelés, az érzés, a törekvés és a tudat. A hat érzékszerv (szem, fül, test, orr, nyelv és tudat) és a tárgyaik (forma, hang, érzet, szag, íz és érzékelés). A buddhizmusban ezek a szamszára káprázatának a jelenségei. A történelmi buddha tanítása szerint ezek közül egyik sem "én" vagy "enyém".
A théraváda értelmezés szerint akkor keletkezik szenvedés, amikor valaki azonosul vagy ragaszkodik bármelyik aggregátumhoz. A szenvedéstől úgy szabadulhatunk meg (nirvána), ha lecsökkentjük és megszüntetjük a ragaszkodást a szkandhákhoz.
A mahájána hagyomány hozzáteszi még azt is, hogy a legvégső felszabadulás úgy jön létre, hogy az egyén mélyen megtapasztalja, hogy az aggregátumok önállóan, mindentől függetlenül nem léteznek.

## Az öt szkandha
| 1. rúpa       |
| 2. vedaná     |
| 3. szannyá    |
| 4. szankhára  |
| 5. vidzsnyána |

### Az öt szkandha bővebb jellemzése
A páli kánonban Buddha a következőképpen tanítja az öt aggregátumot:
- I. rúpa = az anyagi forma – ami tapasztalható: íz, hideg, színek, tulajdonságok, nehéz, repül. Nem feltétlenül külső tulajdonságok. Minden, ami a biológiai testet képviseli és ennek érzékelhető mivolta. Nem tárgyak vannak, hanem alakzatok, látványok, hangzások,…; Magát fedezi fel az alakban, vagy az alakot fedezi fel magában; hogy mit gondolnak/szólnak róla – mások éltetik. Az anyagi ember összetevői:

1. a négy elem: Föld (szilárd), Víz (folyékony), Tűz (plazma, hő), Levegő (gáz);
2. az öt érzékszerv: szem, fül, orr, nyelv, test;
3. az anyag ötféle tapasztalhatósága: forma, hang, íz, szag, érzés;
4. a két nem: nő és férfi;
5. a három életmegnyilvánulási forma: gondolkodás, életerő, tér;
6. a két mozgási elem: testi mozdulat, beszéd;
7. az élő test hét alaptulajdonsága: a könnyűség, finomság, feszítőerő, alkalmazkodás, összetartó erő, kiterjedés, romlás, változás.

Négyféle táplálék (áhára) szolgál a megszületett élőlények életben tartására és a megszületendők létsegítésére:
1. a durva vagy finom anyagi táplálék;
2. az érintkezés;
3. a gondolkodás;
4. a megismerés.

- II. vedaná = érzés, érzet; szukha-kellemes, dukkha-kellemetlen, adukkha-maszukha-semleges. Csak a puszta érzet, még nincs benne felismerés/tudatosítás; saját érzéseiben azonosítja magát, például az „életművész”, aki kipróbálja a nem-tapasztalt dolgokat.
- III. szannyá = észlelés, ismeret, fogalmak, minőségi jegyek alapján azonosítja. A saját szókincsünk és ennek használata/alkalmazása. A megtanult dolgok ismerete. Eldönti, hogy milyen ismeretekkel akar rendelkezni és ehhez ragaszkodik. A nyelvtanulás során egy olyan fogalmi hálózat képződik a tudatunkban, amely a valóság értelmezésében van segítségünkre; nyelvünkben egyben világnézetet tanulunk, amelyet a későbbiek során gyakran eleve adottnak vélünk. A buddhista filozófia tanulása is olyan folyamat, amelyben egy nyelv és egy világnézet elsajátítása fonódik össze. Az egyes kulcsfogalmak – például állandótlanság, magátlanság, ellobbanás – megtanulása először nyelvi szinten játszódik le, amikor a fogalmak nem sokkal többek még puszta nyelvi jeleknél. A fogalmakkal való ismerkedés, a tanulás, a gondolkodás révén, a nyelvi jel alapján, egyre pontosabb fogalmat alkothatunk magunknak a tanítás jelentéséről, míg végül önálló következtetéseinkre hagyatkozva mérvadó fogalmi tudásra tehetünk szert, amely már a nyelvi jeltől függetlenül is megjelenhet a tudatunkban. A tanulás utolsó fázisában a megszerzett fogalmi ismeretet meditatív úton elmélyítjük, mely által olyan közvetlen belátásra juthatunk, amely a tanítástól függetlenül is érzékelhető, a végső valóság ugyanis nem függ a Dharmától, a tanítástól. A tanulás, gondolkodás és meditáció útján megismerhető valóság (nirvána, megvilágosodás) tehát nem ennek a folyamatnak az eredménye, de ezáltal válik tapasztalttá. Maga a látás megtanulása is a khandhák berögződésének folyamata.
- IV. szankhára = késztetések (50 + védaná + rúpa), akaratlagos (csétaná) aktivitás, indíttatás, ösztönzés, gondolatok, és szellemi képződmények, vélemények; A rúpa által megtapasztalt védaná által érzett dolgokra a reakció. Reagálás a felismert dolgokra. Olyan, mint amikor normálisnak tartjuk (késztetve vagyunk), hogy a macskát meg kell simogatni. A tudat szervezett reakció a körülvevő világ benyomásaira. Állatoknál csak az aktuális ingerre. A három síkja:

1. a testi, maga az első lélegzet, de már korábban az anyaméhben beindulnak független folyamatok. Azáltal, hogy életeken (evolúción) keresztül genetikusan belénk épül. Egyes fajok jellegzetes mozgáskészségei is: úszik, repül, fut…
2. nyelvi; ez elemi késztetés, hogy megnevezzük a dolgokat, és maga a beszéd élménye.
3. tudati késztetés, a dolgok megismerése, megértése.

- V. vidzsnyána = maga a tudat, vagyis az öntudat. A lereagált dolgok tudatosítása, simítása. Tudomásulvétel, az emlékek simítása, elfektetése. Magától értődőnek tartunk dolgokat: a Nap keleten kél, nyugaton nyugszik, van gravitáció, a víz folyik stb.; és ezekből alakul ki a világképünk és ez is tudomás. Az ember már összeköti az emlékeket a jelennel. A Világot a tudat szedi szét. Csecsemőnek olyan a világ, mint a fénykép, sík. Nincsenek benne részek, hanem csak egy darab kép az egész. Így van a hangokkal is. Nem ért semmit, hanem csak hall.

Gyakorlatilag ez az ötös csoport alkotja meg a folyamatosan változó személyiséget (puggala), ami „helyettesíti” a Tanításból hiányzó lélek-elméletet.